# Taz: Wanted
Taz: Wanted är ett action-äventyrsspel som släpptes 2002 av Infogrames. Man spelar som figuren Taz från filmserien Looney Tunes.